# 고닌
고닌(일본어: 弘仁)은 일본의 연호 중 하나이다.
- 전후 : 다이도(大同) 이후 - 덴초(天長) 이전.
- 시기 : 810년 ~ 823년
- 천황 : 사가 천황, 준나 천황

## 개원
- 다이도 5년 9월 19일(율리우스력 810년 10월 20일)에 사가 천황의 즉위로 개원하여
- 고닌 15년 1월 5일(율리우스력 824년 2월 8일) 덴초로 개원되었다.

## 고닌 시기에 일어난 일
- 7년
  - 구카이가 고야 산에 곤고부지(金剛峯寺)를 건립하였다.
- 11년
  - 고닌갸쿠와 고닌시키가 완성되었다.
- 13년
  - 교카이가 『니혼료이키』를 편집하였다.

또, 정확한 연대는 알려지지 않았지만 사가 천황이 고닌 연간(年間)에 게비이시(検非違使 험비위사[*])를 설치하였다.

## 서력과의 대조표
| 고닌        | 원년       | 2년        | 3년        | 4년        | 5년        | 6년        | 7년        | 8년        | 9년        | 10년       |
| ----------- | ---------- | ---------- | ---------- | ---------- | ---------- | ---------- | ---------- | ---------- | ---------- | ---------- |
| 서기 (西紀) | 810년      | 811년      | 812년      | 813년      | 814년      | 815년      | 816년      | 817년      | 818년      | 819년      |
| 간지 (干支) | 경인(庚寅) | 신묘(辛卯) | 임진(壬辰) | 계사(癸巳) | 갑오(甲午) | 을미(乙未) | 병신(丙申) | 정유(丁酉) | 무술(戊戌) | 기해(己亥) |
| 고닌        | 11년       | 12년       | 13년       | 14년       | 15년       |            |            |            |            |            |
| 서기 (西紀) | 820년      | 821년      | 822년      | 823년      | 824년      |            |            |            |            |            |
| 간지 (干支) | 경자(庚子) | 신축(辛丑) | 임인(壬寅) | 계묘(癸卯) | 갑진(甲辰) |            |            |            |            |            |

## 같이 보기
- 일본의 연호 일람

| 이전 다이도 | 일본의 연호 810년 ~ 823년 | 다음 덴초 |